# Ptychodus
Ptychodus (del griego ptyche = pliegue, odus = diente) es un género extinto de tiburón hibodontiforme que vivió del Cretáceo al Paleógeno. Ptychodus medía alrededor de diez metros y fue descubierto en Kansas, Estados Unidos.

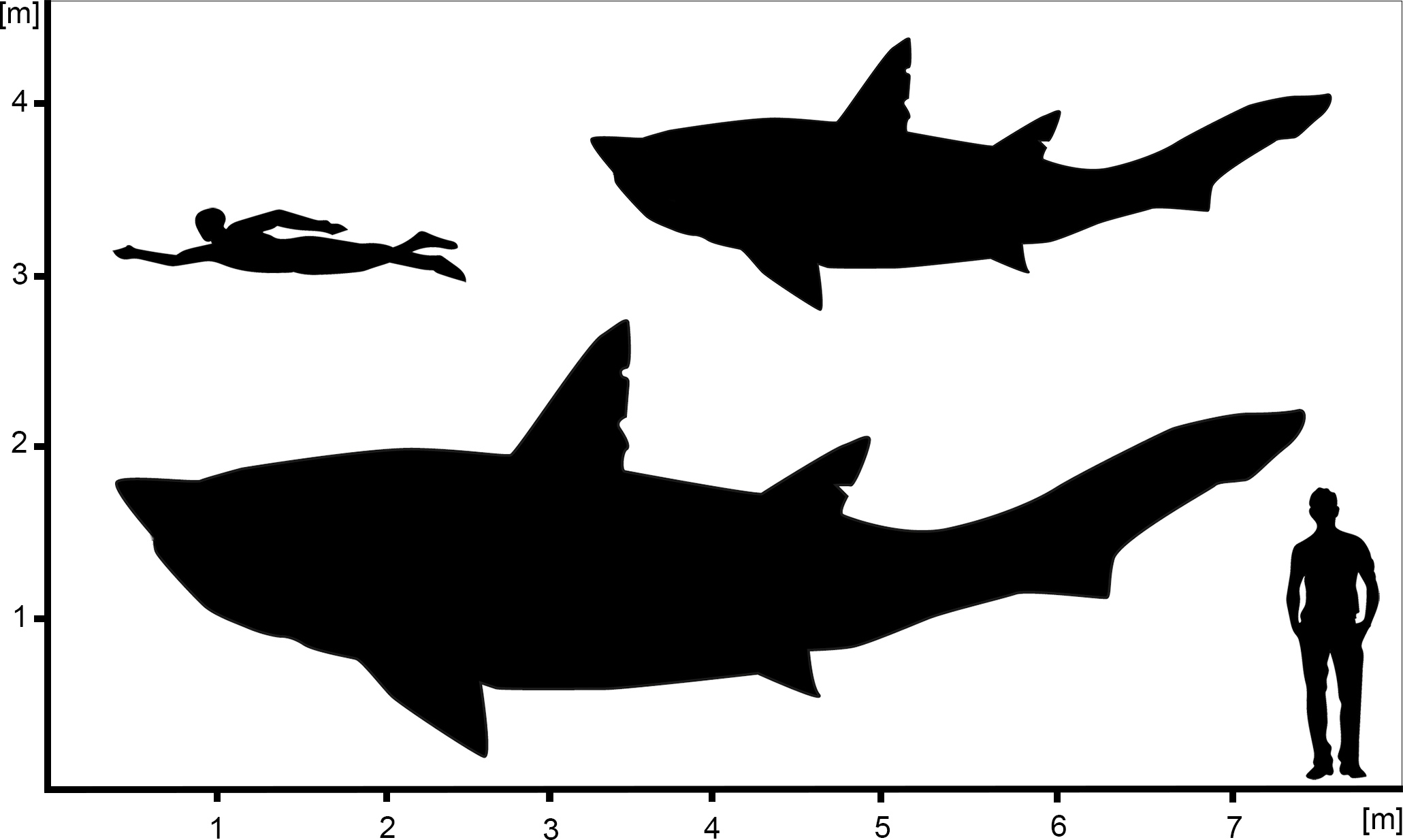
Ptychodus sp de Cantabria, norte de España.

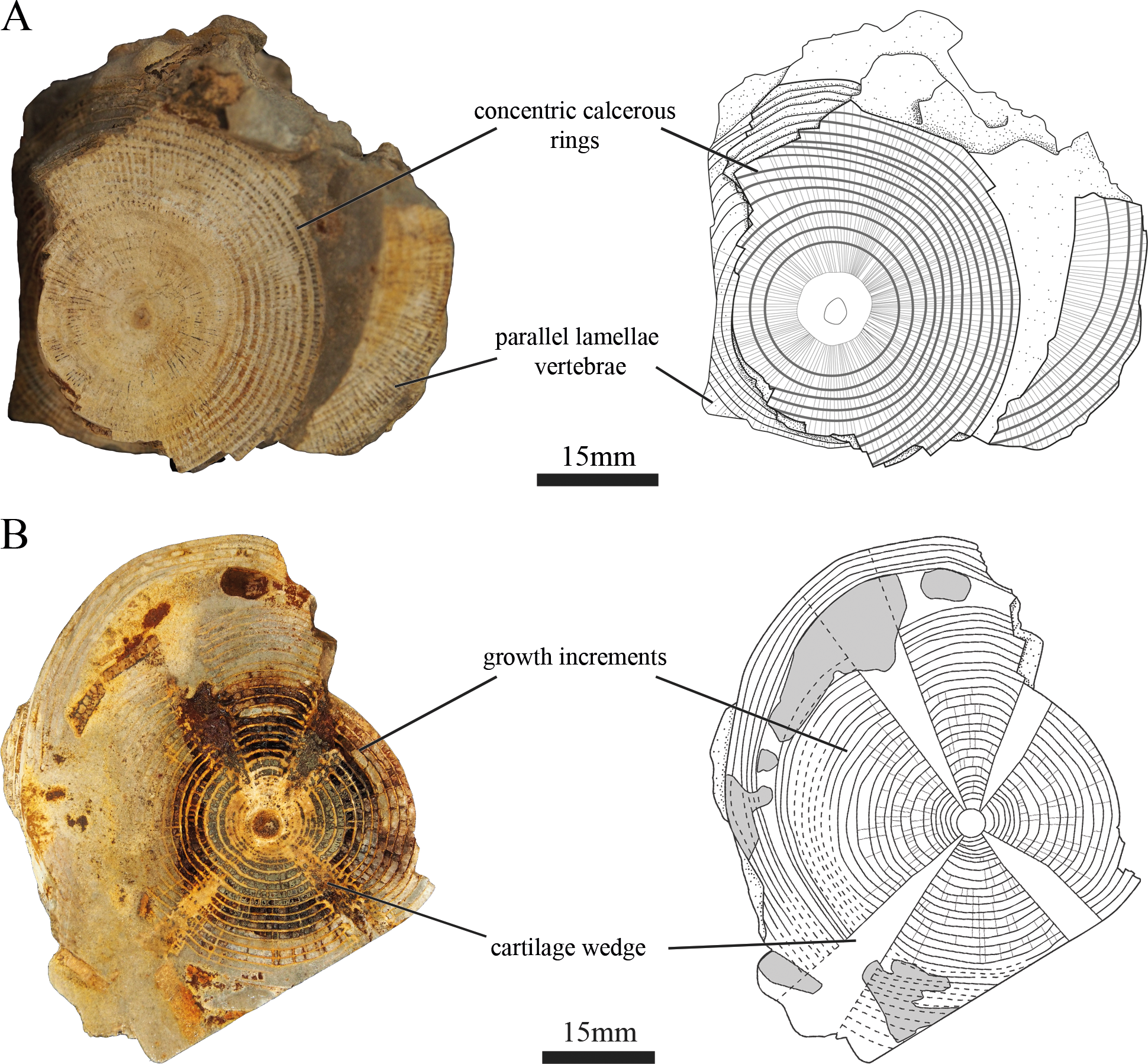
Vértebras de Ptychodus sp norte de España.